# AirZafari
Die AirZafari Greenland ApS (im Markenauftritt AirZafari) ist eine grönländische virtuelle Fluggesellschaft mit Sitz in Nuuk und Basis auf dem Flughafen Ilulissat. Das Unternehmen verfügt über Büros in Ilulissat und in Kangerlussuaq am Flughafen.

## Geschichte
AirZafari wurde 2010 vom Pilotenehepaar Bente Biilmann Larsen und Jens Ploug Larsen gegründet. 2021 übernahm ihre Tochter Mia Martha Biilmann Larsen das Unternehmen.
AirZafari führt Rundflüge für Touristen von Ilulissat, Kangerlussuaq und Narsarsuaq sowie Charterflüge durch. Von Ilulissat wird auch ein Rundflug mit einem von Air Greenland betriebenen Hubschrauber angeboten.

## Flotte
Mit Stand Mai 2022 besteht die Flotte der AirZafari aus drei Flugzeugen:
| Flugzeugtyp     | Anzahl | bestellt | Anmerkungen                                     | Sitzplätze |
| --------------- | ------ | -------- | ----------------------------------------------- | ---------- |
| Partenavia P.68 | 2      |          | betrieben von der dänischen Copenhagen Air Taxi | 7          |
| Gesamt          | 2      |          |                                                 |            |